# Christina Morina

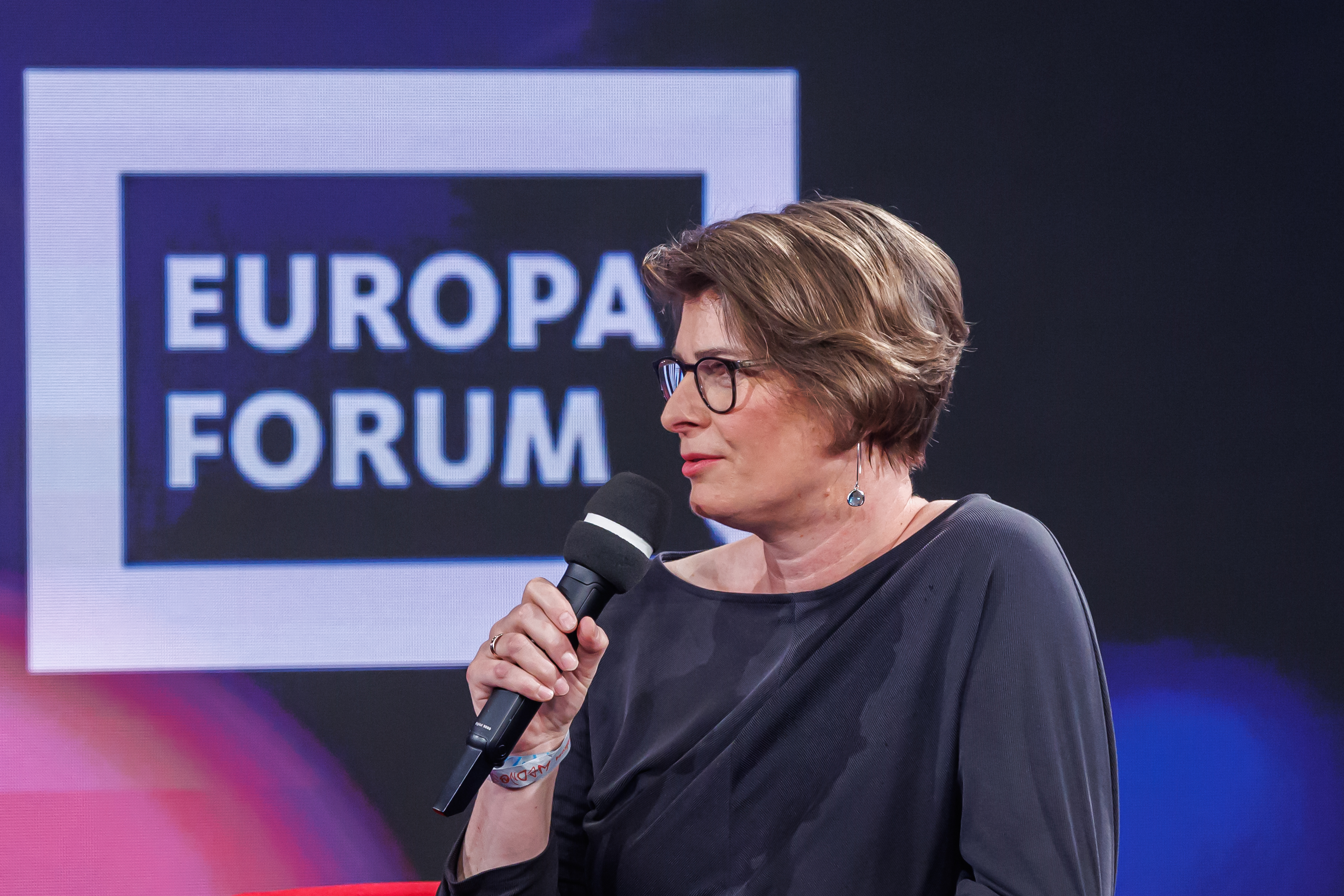
2024 auf der re:publica

Christina Morina (* 8. Januar 1976 in Frankfurt (Oder)) ist eine deutsche Historikerin. Seit 2019 ist sie Professorin für Geschichte an der Universität Bielefeld.

## Leben
Christina Morina studierte Geschichte, Politikwissenschaft und Journalistik an der Universität Leipzig, der Ohio University mit dem MA-Abschluss über ein Thema der DDR-Geschichte sowie an der University of Maryland, wo sie 2007 mit einer von Jeffry Herf betreuten Studie über den Deutsch-Sowjetischen Krieg in der deutsch-deutschen Erinnerungskultur promoviert wurde. 
Von 2008 bis 2015 war sie wissenschaftliche Mitarbeiterin am Lehrstuhl für Neuere und Neueste Geschichte der Universität Jena. Von 2015 bis 2019 war Morina Visiting Assistant Professor und DAAD-Fachlektorin am Duitsland Institut der Universität Amsterdam. Sie ist Mitbegründerin der Working Group Memory & Populism in der Memory Studies Association. Mit ihrer Studie über den Marxismus als Generationsprojekt, begleitet von Norbert Frei und Helga Grebing, habilitierte sie sich 2016 in Jena. Die Habilitation wurde unter dem Titel Die Erfindung des Marxismus (2017, Siedler) veröffentlicht und 2019 mit dem Übersetzungspreis Geisteswissenschaften International des Börsenvereins des Deutschen Buchhandels ausgezeichnet.
Seit dem Wintersemester 2019/20 ist Morina ordentliche Universitätsprofessorin für Allgemeine Geschichte unter besonderer Berücksichtigung der Zeitgeschichte an der Universität Bielefeld. Sie ist Mitherausgeberin der Historischen Zeitschrift sowie der Reihe Kritische Studien zur Geschichtswissenschaft im Verlag Vandenhoeck & Ruprecht und Mitglied der Wissenschaftlichen Beiräte u. a. des German Historical Institute Washington, des NIOD Amsterdam und der Forschungsstelle für Zeitgeschichte in Hamburg. Im November 2020 fand die erste der von ihr ins Leben gerufenen Bielefelder Debatten zur Zeitgeschichte zum Thema „30 Jahre Deutsche Einheit“ statt.
Christina Morina hat 2024 bis 2025 die Heuss-Gastprofessor für Geschichte an der New School for Social Research inne.

## Wirken
Morinas Forschungsschwerpunkte sind die Geschichte und Nachgeschichte des Zweiten Weltkriegs, die Rolle von „Bystandern“ im Holocaust, Fragen des kollektiven Gedächtnisses und der Geschichtspolitik, die politische Kulturgeschichte des geteilten Deutschlands, DDR- bzw. ostdeutsche Geschichte seit 1989, der Aufstieg des Rechtspopulismus sowie die Historiografiegeschichte. Morina äußert sich regelmäßig in der Öffentlichkeit zu zeithistorischen Fragen und Kontroversen. Im August 2018 fand ihr Aufruf gegen die Auflösung der Historischen Kommission der SPD durch die Vorsitzende Andrea Nahles eine überraschend breite Unterstützung durch über 1100 (Abschluss am 7. September 2018) Historiker und Interessierte. Als Reaktion auf den Aufruf gründete die SPD 2019 das „Geschichtsforum“, in dem Morina bis 2020 mitgewirkt hat, ohne selbst SPD-Mitglied zu sein. Als Reaktion auf die Black-Lives-Matter-Proteste veröffentlichte sie im September 2020 gemeinsam mit Norbert Frei einen kritischen Essay zum Verhältnis von Rassismus und Geschichtswissenschaft.
Zum 75. Jahrestag der ersten konstituierenden Sitzung des Deutschen Bundestages hielt Morina am 10. September 2024 eine Rede im Bundestag.

## Ehrungen und Auszeichnungen
- 2024: Deutscher Sachbuchpreis für Tausend Aufbrüche. Die Deutschen und ihre Demokratie seit den 1980er-Jahren.[10]

## Schriften
- Legacies of Stalingrad. Remembering the Eastern Front in Germany since 1945. Cambridge University Press, Cambridge 2011, ISBN 978-1-107-61440-6 (Zugl.: Ph.D., University of Maryland, College Park, 2007 u.d.T.: Legacies of Stalingrad. The Eastern Front War and the Politics of Memory in divided Germany, 1943–1989).
- mit Franka Maubach (Hrsg.): Das 20. Jahrhundert erzählen. Zeiterfahrung und Zeiterforschung im geteilten Deutschland (= Beiträge zur Geschichte des 20. Jahrhunderts, Band 21). Wallstein, Göttingen 2016, ISBN 978-3-8353-1707-9.
- mit Henning Radke, Britta Bendieck: DAAD-Bildungssystemanalyse Niederlande. Daten und Analysen zum Hochschul- und Wissenschaftsstandort 2017. 2017.
- Die Erfindung des Marxismus. Wie eine Idee die Welt eroberte. Siedler, München 2017, ISBN 978-3-8275-0099-1 (Teilw. zugl.: Jena, Univ., Habil.-Schr., 2016).
- mit Krijn Thijs (Hrsg.) Probing the Limits of Categorization. The Bystander in Holocaust History. Berghahn Books, New York 2018, ISBN 978-1-78920-093-5.
- mit Franka Maubach, Norbert Frei und Maik Tändler: Zur rechten Zeit. Wider die Rückkehr des Nationalismus. Ullstein Verlag, Berlin 2019, ISBN 978-3-550-20015-1.
- mit Detlef Lehnert (Hrsg.) Friedrich Engels und die Sozialdemokratie. Werke und Wirkungen eines Europäers. Metropol, Berlin 2020, ISBN 978-3-86331-554-2.
- Tausend Aufbrüche. Die Deutschen und ihre Demokratie seit den 1980er-Jahren. Siedler, München 2023, ISBN 978-3-8275-0132-5.[11]